# Вулиця Караджича
Вулиця Вука Караджича — вулиця в Залізничному районі міста Львова, в місцевості Сигнівка. Сполучає вулиці Любінську та Антіна Головатого. Вона починається від будинку № 100 на вулиці Любінській та сполучає її з початком вулиці Головатого. Водночас частина будинків з парного боку розташовані вздовж провулку, який починається навпроти СШ № 75 та сполучає вулицю Караджича з вулицею Яворницького. У 2011 році з'явилися новобудови, які продовжили вулицю Караджича від вулиці Баштанної до вул. Головатого, 5.

## Історія
Вулиця виникла у складі підміського селища Сигнівка. Після входження селища до меж міста 11 квітня 1930 року, вулиці колишнього села були перейменовані або ж новоутвореним вулицям надавалися певні назви. Так, у листопаді 1938 році отримала назву вулиця Волака, на честь підпоручника піхоти Війська Польського, командира добровольчого загону «Львівських орлят» Станіслава Волака (1891—1919). У 1966 році перейменована на вулицю Зорге, на честь радянського розвідника Ріхарда Зорге. Сучасну назву отримала на початку 1990-х років на честь видатного сербського філолога Вука Караджича.

## Забудова
Початок вулиці — включно до будинку 14 з парного боку — одноповерхова приватна забудова. Будинки за адресами Караджича 13, 14а та 16 — п'ятиповерхові «хрущівки». У 2011 році між вулицями Баштанною та Головатого, 5 було завершено спорудження житлового комплексу економ-класу з 7-9-поверхових будинків (вул. Караджича, 29а, 29в, 29г). Спорудження ще одного будинку нині триває. Після завершення будівництва житлового комплексу на його цокольному поверсі відкрилися аптека (ТзОВ «Аптека „Фармацевт“») та декілька магазинів, зокрема, продуктова крамниця мережі «Під боком».

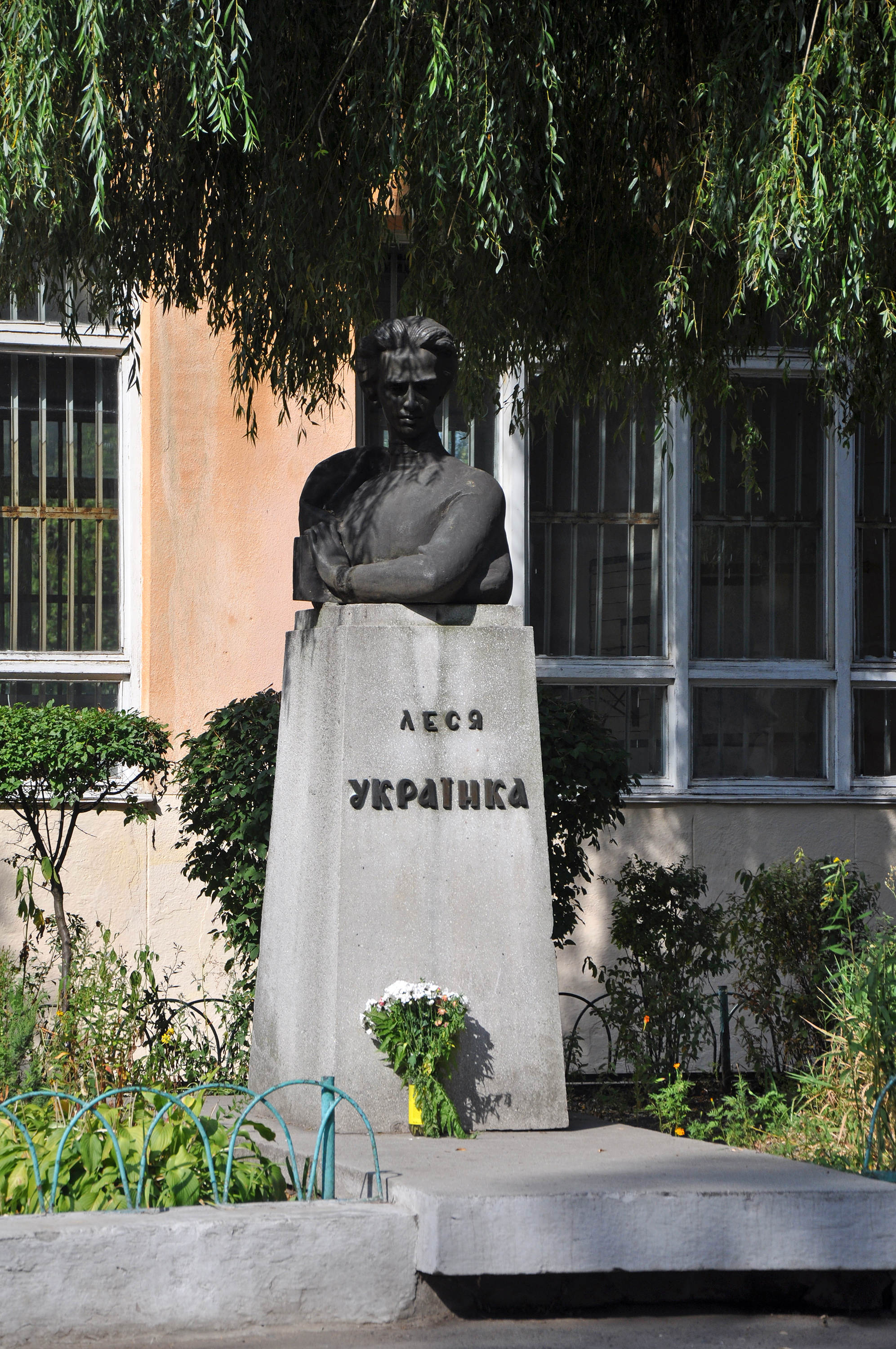
Пам'ятник Лесі Українці на подвір'ї львівської СЗОШ № 75

Окрім того, на вулиці Караджича розташована котельня ЛМКП «Львівтеплоенерго» (вул. Караджича, 11а), заклад дошкільної освіти (ясла-садок) № 114 Львівської міської ради (відкритий 1965 року; вул. Караджича, 20), львівська середня загальноосвітня школа № 75 (вул. Караджича, 7) та фізико-математичний ліцей при Львівському національному університеті (вул. Караджича, 29).

### Львівський фізико-математичний ліцей
Напис на фасаді Львівського фізико-математичного ліцею свідчить про те, що будівля навчального закладу споруджена у 1960 році і початково там містився інтернат для дітей-сиріт. 1964 року на подвір'ї інтернату була встановлена скульптура Володимира Леніна (автор — скульптор Петро Мазур). На початку 1990-х років скульптуру Леніна демонтували і залишився лише постамент пам'ятника. У 1991 році відбулася зміна профілю і інтернат здобув статус ліцею. 2011 року проведено реконструкцію зовнішнього освітлення ліцею.

### Ліцей №75 імені Лесі Українки Львівської міської ради
Іншим соціально значущим об'єктом, розташованим на вулиці Караджича, є ліцей № 75 імені Лесі Українки. У 1971 році на подвір'ї цієї школи було відкрито пам'ятник Лесі Українці. Авторами пам'ятника є скульптор Лука Біганич, архітектор Володимир Блюсюк. Окрім того, на стіні школи встановлено меморіальну таблицю на честь поетеси з цитатою із поеми «В катакомбах»: «Я честь віддам титану Прометею, що не творив своїх людей рабами, я вслід його піду». У 2011 році було проведено реконструкцію зовнішнього освітлення школи.